# Герман (Димакос)
Игумен Герман (Германо́с (греч. Γερμανός), в миру Гео́ргиос Дима́кос (греч. Γεώργιος Δημάκος), псевдоним Па́па-Анипо́монос (греч. Παπα-Ανυπόμονος — Поп-Нетерпеливый); 1912, Агридаки, Аркадия — 9 июня 2004, Ламия) — греческий священник и видный член Сопротивления, во время Второй мировой войны сражался в рядах прокоммунистической ЭЛАС (Народно-освободительная армия Греции) и был военным священником при её генеральном штабе.

## Биография
Георгиос Димакос родился в 1912 году в селе Агридаки епархии Гортиния.
Был рукоположен во диаконы 29 июля 1934 года, приняв имя Герман. В 1940 году, когда Королевство Греция вступило во Вторую мировую войну (Итало-греческая война), он был игуменом монастыря Агафона, недалеко от деревни Ипати во Фтиотиде. С началом тройной германо-итало-болгарской оккупации Греции он стал членом руководимого коммунистами Национально-освободительного фронта (ЭАМ), будучи одновременно старостой общины Дади. 14 мая 1943 года в селе Калоскопи (Кукувиста) он встретился с Арисом Велухиотисом, командующим ЭЛАС. Димакос стал близким товарищем Велухиотиса, следуя за ним в его походах по Греции. От Велухиотиса Димакос и получил псевдоним Поп-Нетерпеливый за храбрость и рвение.
Впоследствии Герман был назначен военным священником Генерального штаба ЭЛАС.
По призыву Германа, уже преследуемые нацистами, митрополиты Козани (Западная Македония) Иоаким и Элиды (Пелопоннес) Антоний вступили в Освободительный фронт и ушли на территории, контролируемые Освободительной армией.
После Варкизского соглашения 1945 года и разоружения ЭЛАС Герман вернулся в монастырь Агафона. В 1946 году, во время «белого террора», предшествовавшего гражданской войне, он был похищен и подвергнут пыткам правой бандой Костаса Вурлакиса. «Чёрные полковники» также преследовали Германа как симпатизирующего коммунистам, отправив его на суд Синода в 1968 году, где он, впрочем, был оправдан.
Игумен Герман умер 9 июня 2004 года в возрасте 92 лет в городе Ламия.

## Признание
Только в последние годы жизни его роль в Сопротивлении была признана Церковью.
В 2000 году Священный синод Элладской православной церкви издал томос под заголовком «Память и Свидетельства о войне 1940 года и оккупации», где кроме всего прочего отмечена и деятельность Германа в годы оккупации, как одного из немногих священников, сражавшихся против оккупантов с оружием в руках.
В 2010 году новому парку муниципалитета Витина было дано его имя.